# Barrio y museo del foro romano de Cartagena
El yacimiento arqueológico del Barrio del Foro Romano está constituido por un conjunto de edificaciones romanas descubiertas en Cartagena, construidas en torno a una de las principales vías de la ciudad en aquellos tiempos: el Decumano. Desde este decumano se accedía a un gran conjunto termal y a un gran edificio con un atrio que ha sido identificado como una sede de un collegium. 

## El decumano
Bajo la actual Plaza de los Tres Reyes se puede visitar parte de la calzada de un decumano principal de la ciudad de Carthago Nova,a pesar de que en su momento se planteó la hipótesis de ser el Decumano Máximo de la ciudad, hoy en día esta completamente descartado, sin dejar de ser uno de los principales decumanos de la ciudad, no es el Decumano Máximo, que si ha sido localizado en la Plaza de la Merced y también en la calle San Diego. 
Se trata de una calle comercial porticada que comunicaba el foro con la zona portuaria y que, aunque su traza original corresponde al siglo I, lo que se puede ver actualmente pertenece a una gran reforma obrada durante el siglo IV, después de que Carthago Nova fuera nombrada por el emperador Diocleciano capital de la Carthaginense. Pueden apreciarse también sobre la calzada los restos de una puerta tardoimperial que cerraba el acceso del puerto a la ciudad.

## Las termas de la calle Honda

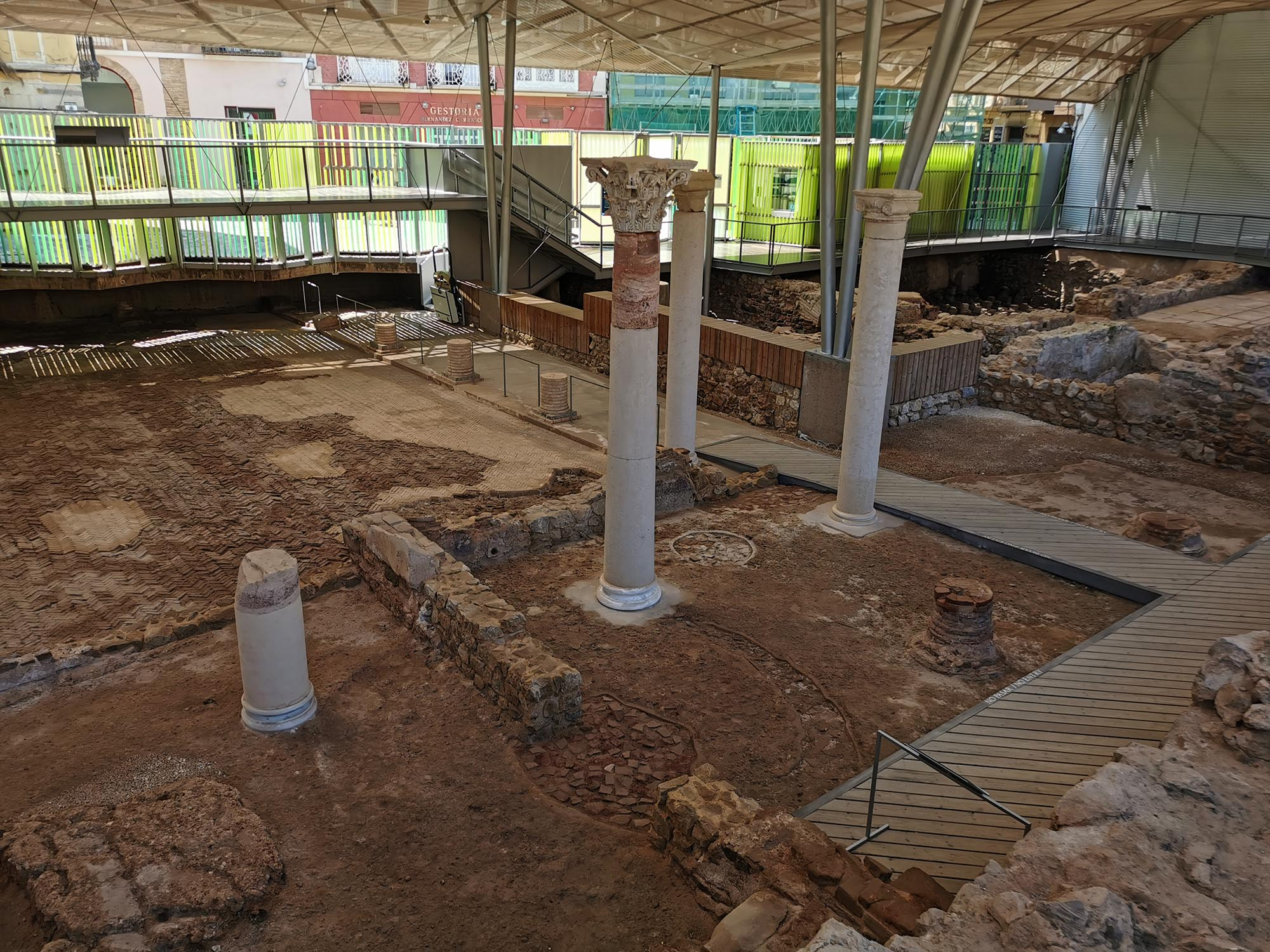
Vista de la palestra de las termas.

Desde el decumano se accedía a un gran establecimiento termal construido en época altoimperial y situado en la ladera sur del cerro del Molinete (Arx Asdrubalis), en la actual calle Honda. 
Los materiales encontrados en las excavaciones de las termas abarcan desde el siglo I al siglo VII.
El edificio termal parece que estuvo en uso hasta el siglo IV, sufriendo reformas en la tercera centuria después de Cristo coincidentes con el momento en el que Carthago Nova es constituida como capital de la provincia romana Carthaginense. 
Las termas contaban con salas de agua caliente (caldarium), agua fría (frigidarium), sauna (sudatio) y una palestra para ejercicios gimnásticos.
En el siglo V fue reutilizado y para su reconstrucción se emplearon materiales procedentes de otros edificios públicos de época augustea, al igual que ocurre con otras construcciones de este mismo periodo en Cartagena, como el mercado construido sobre el teatro romano con materiales procedentes del mismo. El edificio se abandona finalmente en el siglo VI. Por tanto, está documentado el uso del edificio, aunque no siempre como zona termal, durante todo el Alto y el Bajo Imperio, y la Antigüedad tardía hasta el siglo VI, habiéndose incluso encontrado monedas del reino vándalo.
En las excavaciones de 2008 se descubrió una gran cornucopia en mármol blanco, que seguramente formaba parte de la estatua de alguna deidad situada en la palestra. 

## Santuario de Isis

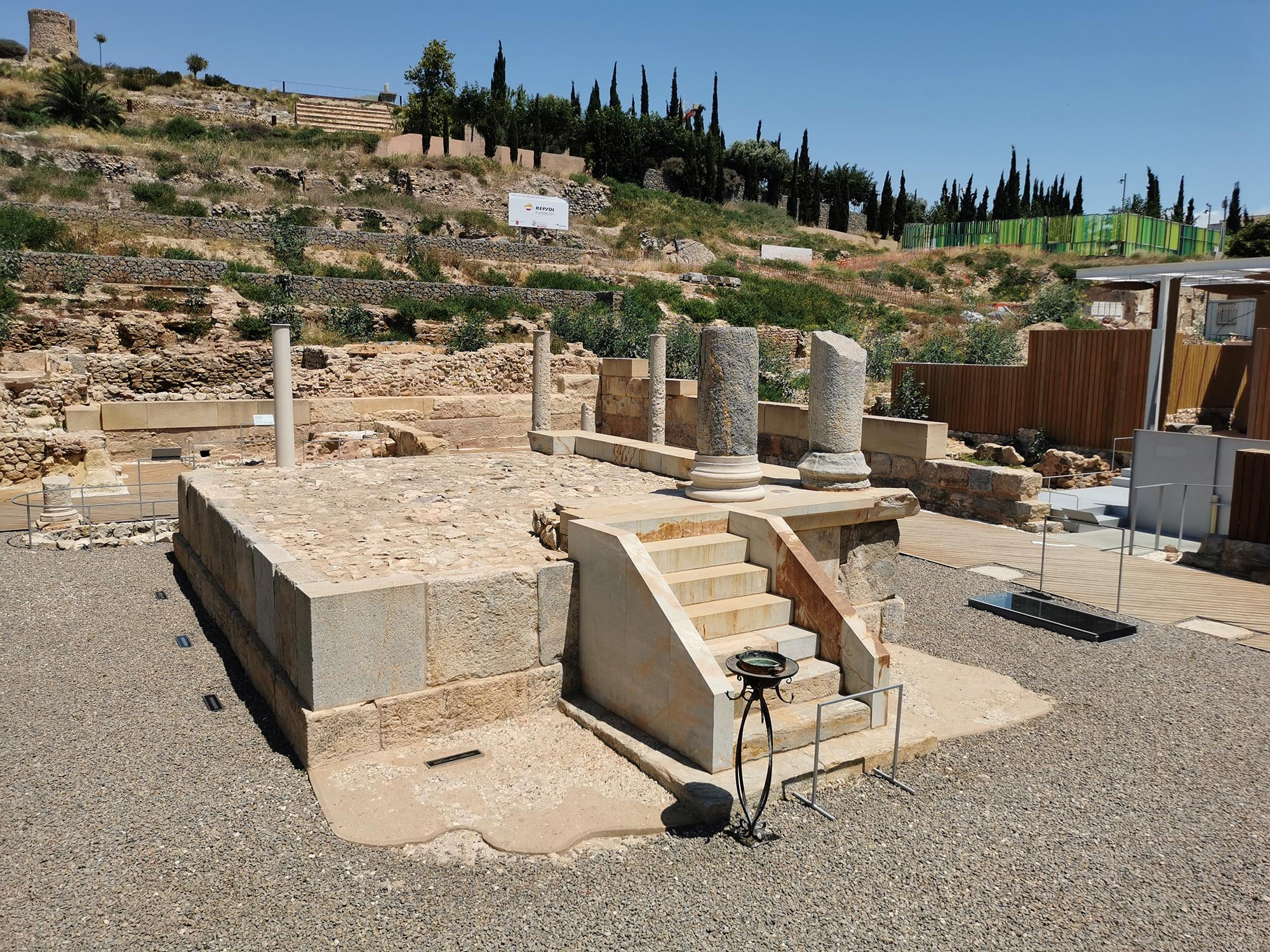
Vista del templo de Isis.

Separado del edificio del atrio por un cardo, se encuentra el santuario de la diosa egipcia Isis. Fue construido a mediados del siglo I d. C. y se mantuvo en uso hasta el siglo III d. C.
En el centro del recinto se situaba el templo de la diosa Isis o Iseum, un edificio tetrástilo - de cuatro columnas- que daba acceso a la capilla en la que se encontraba la imagen de la diosa, de la cual se han encontrado fragmentos. Al fondo del recinto se abrían tres capillas relacionadas con el culto. En este espacio se hallaron también las cisternas en el subsuelo donde se almacenaba agua que era utilizada en diferentes ceremonias mistéricas.

## Edificio del atrio
Al este de las termas ha aparecido un gran edificio construido en torno a un atrio de estilo toscano que se ha identificado como sede de un collegium.
El edificio constaba de dos plantas y, lo más destacable es que todas las estancias estaban decoradas con destacables pinturas murales.

## La curia

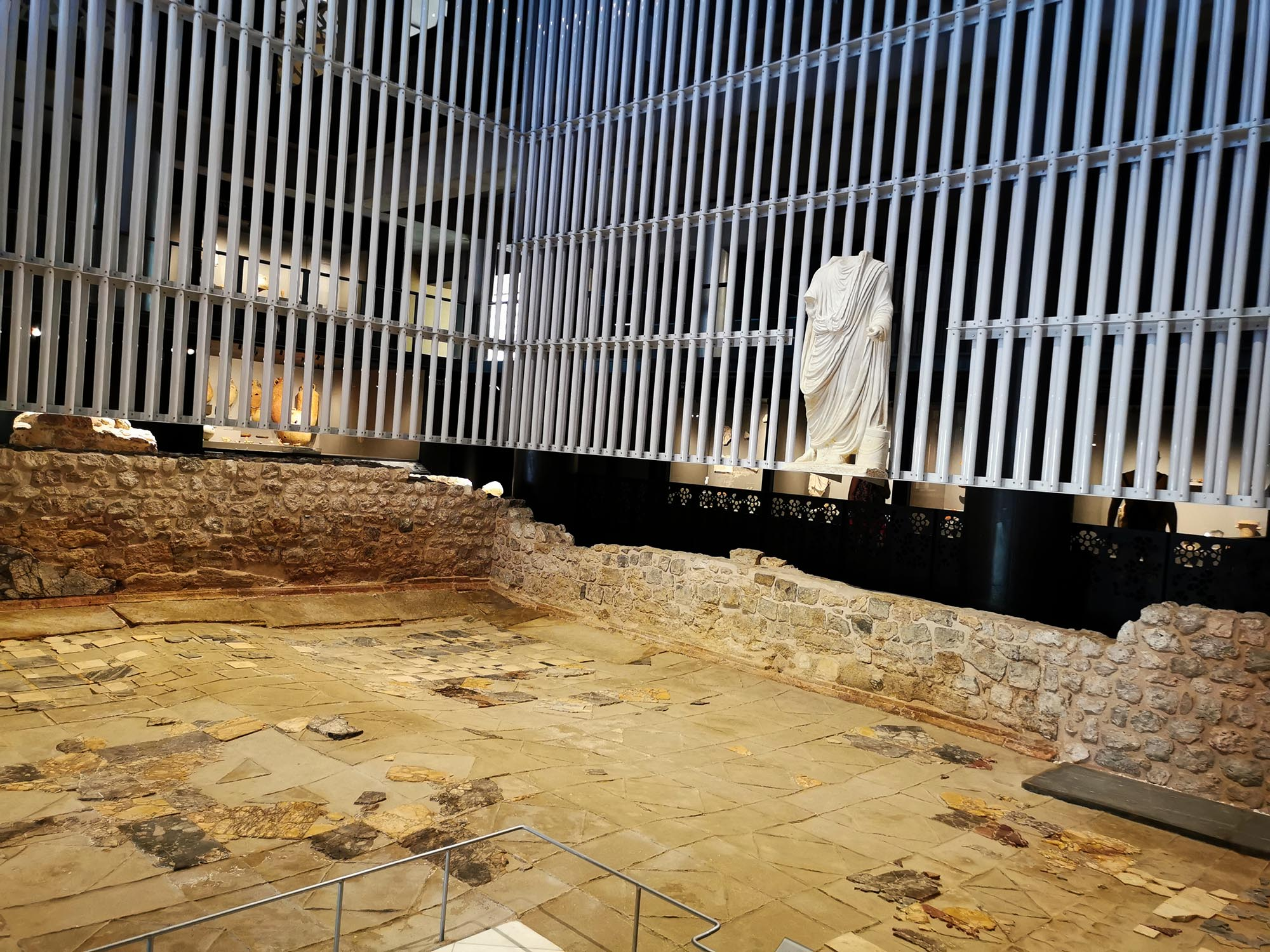
Vista de la curia, integrada dentro del museo.

El edificio de la curia aparece integrado dentro del nuevo museo. Estaba en su origen abierto a la plaza principal del foro y constituía la sede del senado local - el gobierno de la ciudad-. El suelo estaba construido con mármoles de diferentes colores traídos de diversas partes del imperio y, dentro de una hornacina, presidía las sesiones una gran estatua en mármol blanco del emperador Augusto como pontifex maximus. En la actualidad, esta escultura se expone en el museo del teatro romano, habiéndose instalado una copia de la misma en el actual museo.

## Restauración y musealización
El yacimiento se encuentra dividido en dos espacios musealizados situados en la actual calle Honda y divididos por la propia calle. La musealización y restauración de todo el conjunto ha sido inaugurada en primavera de 2012, si bien algunas tareas como la restauración y reintegración de todo el conjunto pictórico del edificio del atrio se encuentra actualmente en proceso de conclusión.
En 2013, el proceso de recuperación del yacimiento fue recompensado con el Premio Nacional de Restauración y Conservación de Bienes Culturales.

## Nuevo museo del foro romano
En primavera de 2021 se ha inaugurado el nuevo edificio del museo del foro romano en el que se encuentran expuestas las principales piezas descubiertas en las excavaciones del yacimiento.
|                                                  |
| Pintura mural con representación del dios Apolo. |

|                                                      |
| Pintura mural con representación de la musa Calíope. |

|                                                         |
| Pintura mural con representación de la musa Terpsícore. |

|                              |
| Candelabro romano de bronce. |

|                                                |
| Cornucopia de mármol aparecida en la palestra. |

|                                                                   |
| Pintura mural con representación de una venatio (escena de caza). |

|                                                                                       |
| Vista de un decumano que daba acceso al foro integrado dentro del edificio del museo. |

|                                                                      |
| Elementos arquitectónicos del foro romano en exposición en el museo. |